# Стравинский, Юрий Фёдорович
Ю́рий Фёдорович Страви́нский (28 ноября 1878 — 12 мая 1941, Ленинград) — российский и советский архитектор и художник, историк архитектуры. Старший брат композитора И. Ф. Стравинского.

## Биография

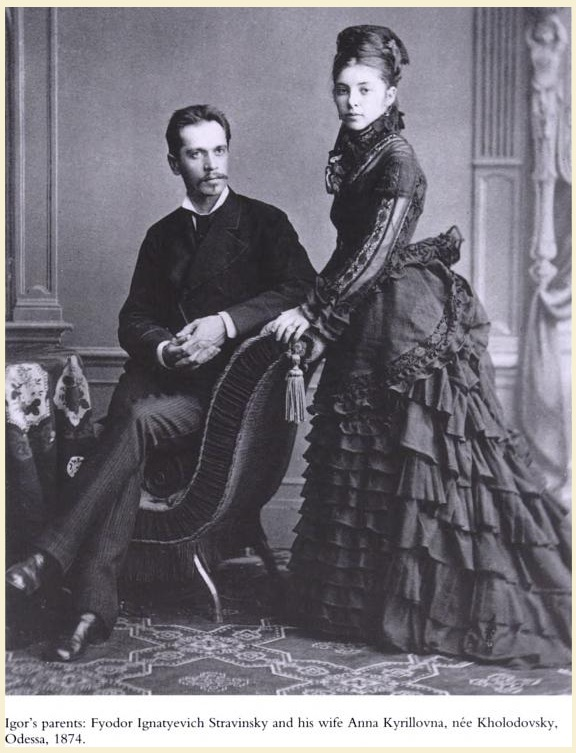
Родители Юрия Стравинского, Фёдор и Анна, Одесса, 1874

Юрий Стравинский был вторым из четырёх детей Фёдора Игнатьевича Стравинского (оперный певец, солист Мариинского театра) и Анны Кирилловны Холодовской (пианистка и певица, была постоянным концертмейстером на концертах мужа; 11.08.1854 — 7.06.1939). В доме Стравинских в Петербурге принимали музыкантов, артистов, писателей, в числе которых был и Ф. М. Достоевский.
Юрий родился 28 ноября 1878 года. Учился в гимназии Гуревича в «Песках» (где впоследствии учился и его младший брат Игорь).

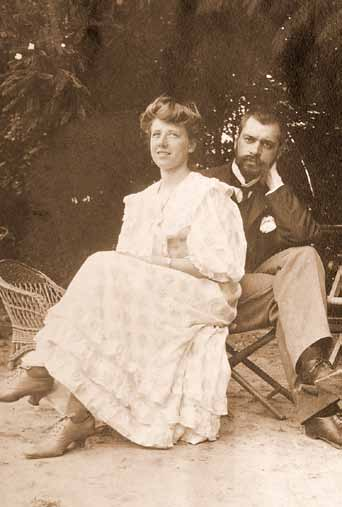
Елена Николаевна и Юрий Федорович Стравинские. Имение Печиски, 1907

Окончил Институт гражданских инженеров (1901), затем в 1902—1904 гг. обучался в Высшем художественном училище при Академии художеств под руководством архитектора Л. Н. Бенуа. В 1903 году женился на дочери военного, художнице Елене Николаевне Новосёловой. В декабре 1904 года у них родилась дочь Татьяна, а в феврале 1906 года — Ксения.
В 1906 году Ю. Ф. Стравинский заболел туберкулезом и два года находился на лечении в Швейцарии. После возвращения в 1908—1910 гг. был прорабом на строительстве в Бердичеве. Несмотря на улучшение здоровья, в 1910 по советам врачей вместе с семьёй переехал на Южный берег Крыма, обосновавшись в Массандре. В 1910—1912 по проектам Ю. Ф. Стравинского в Массандре были построены два жилых дома, винодельческий корпус и электростанция. В 1913 году в Ай-Даниле Стравинским было построено здание винодельни, выполненное в готическом стиле.
В 1913 году по проекту Ю. Ф. Стравинского в Ялте на удельных землях строится новая Ялтинская санатория для офицеров и классных чинов военного ведомства. Из-за недостатка отведённой Управлением Уделов земли архитектор создал проект, в котором больничные палаты, помещения для обслуживающего персонала и хозяйственные службы были объединены в одном трехэтажном здании (четвёртый мансардный этаж был достроен уже во время первой мировой войны для увеличения вместимости).
После установления в Крыму Советской власти Юрий Стравинский был назначен главным архитектором всех национализированных имений Южного берега Крыма. В 1922 году эта должность была упразднена, и Юрий Федорович был вынужден уехать в Москву, а затем в Петроград. Летом 1923 года семья Ю. Ф. Стравинского также переехала в Петроград.

Как бывший дворянин, Стравинский не мог получить хорошую работу по специальности, в результате чего ему приходилось работать на низкооплачиваемых работах в различных проектных и строительных организациях. В период с 1924 по 1941 годы Юрию Стравинскому удалось построить всего одно здание — заводоуправление в «3 окошка» на Свирской ГЭС. После создания ГИОП Ленинграда, Юрию Стравинскому удалось поступить туда на работу, и он занялся научным описанием и спасением памятников архитектуры. В частности, было фактически спасено здание закрытой в 1931 году и разграбленной церкви Рождества Иоанна Предтечи на Каменном острове, благодаря его усилиям поставленное под охрану в 1935 году.

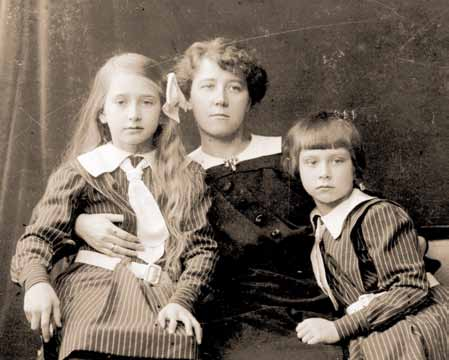
Елена Николаевна Стравинская с дочерьми Татьяной и Ксенией. Ялта, 1913

Семья постоянно нуждалась, продавали книги и вещи. Незадолго до войны, 12 мая 1941 года, Юрий Федорович скоропостижно скончался.

## Семья
- жена Елена Николаевна Стравинская (Новосёлова) (1870—1948)[8], старшая из двух дочерей Николая Васильевича Новосёлова (военного, участника Русско-турецкой войны 1877—1878 гг.) была художницей. Ученица известного польского и российского художника и педагога Яна Ционглинского[2].
- дочь Татьяна Юрьевна Добротина (Стравинская) (1904—1957)[9]
- дочь Ксения Юрьевна (1906—1979), замужем за архитектором и яхтсменом А. А. Яковлевым (мл.) (1909—1997)[10]

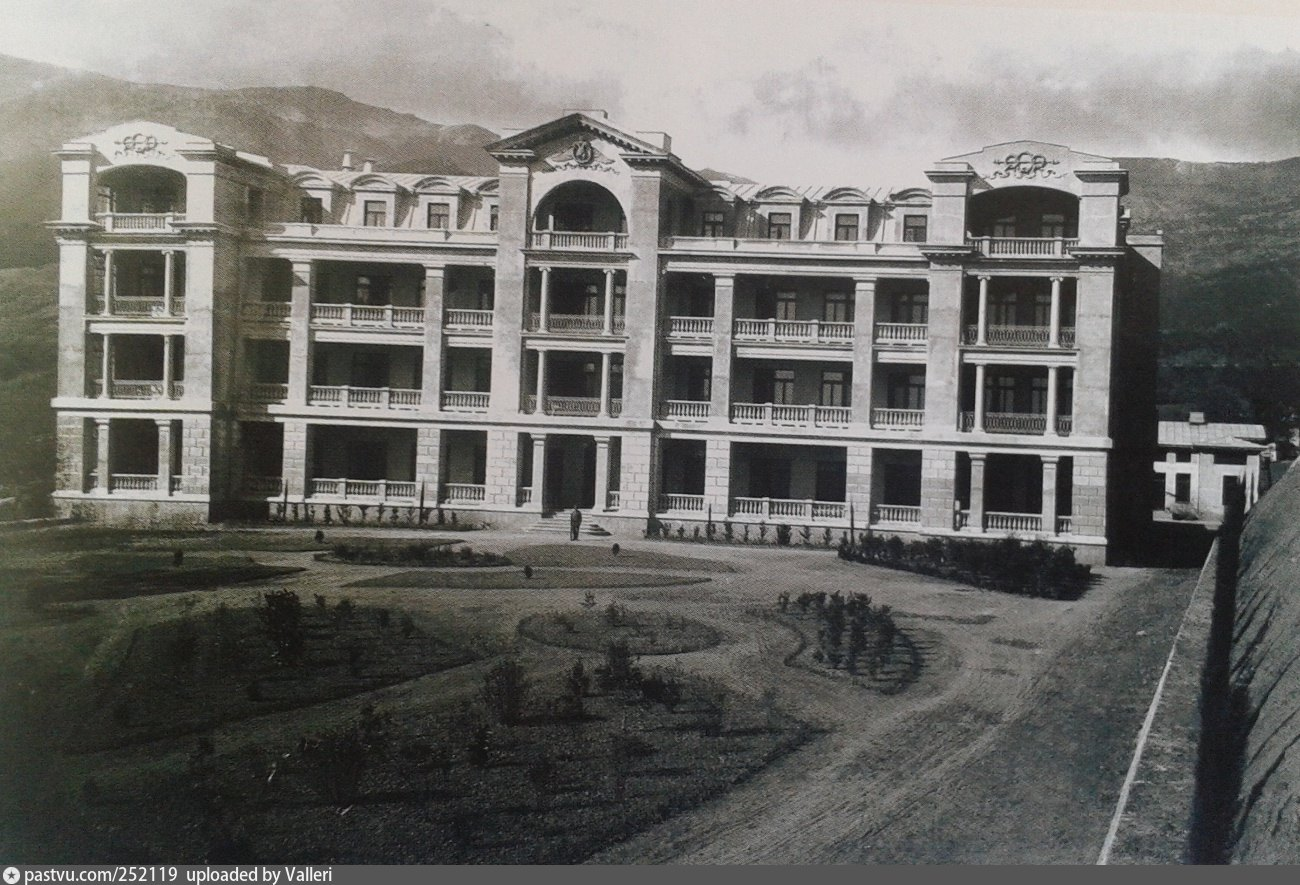
Ялтинская санатория для офицеров и классных чинов военного ведомства вскоре после постройки в 1913 году. Ныне

## Проекты и постройки
- Вилла промышленника В. И. Сазонова «Кучук-Уч-Чам» («Три маленькие сосны»), Ялта, 1911 (совр. корпус № 12 Ялтинского военного санатория, ул. Свердлова, 34-б лит. «А».)[11] Объект культурного наследия народов РФ регионального значения. Рег. № 911711022050005 (ЕГРОКН)
- Ялтинский санаторий для недостаточных чахоточных больных в память Императора Александра III.
- Лечебный корпус Ялтинской санатории для офицеров и классных чинов военного ведомства (современный «Пироговский корпус» Крымского республиканского НИИ физических методов лечения и медицинской климатологии им. И. М. Сеченова), 1913[12][13]. С 20 декабря 2016 года постановлением № 627 памятник является объектом культурного наследия регионального значения.  Объект культурного наследия народов РФ регионального значения. Рег. № 911710988780005 (ЕГРОКН).
- «Санаторий для раненых и утомленных» в удельном имении «Кучук-Ламбат».
- Подвал для выдержки десертных и крепких вин в удельном имении «Ай-Даниль». 1913[5]

## Публикации
- Стравинский Ю. Ф. К истории Каменноостровской церкви. — 1932. ЦГИАЛ, ф. 2188, оп. 1, л. 41 (на правах рукописи)
- Стравинский Ю. Ф. Архитектура Петербурга в гравюрах и рисунках. — Архитектура Ленинграда, 1940, № 3, с. 58—63